# Badumna tangae
Espèce
Badumna tangae est une espèce d'araignées aranéomorphes de la famille des Desidae.

## Distribution
Cette espèce est endémique du Yunnan en Chine,.

## Description
La femelle holotype mesure 6,03 mm et le mâle paratype 5,49 mm. Les mâles mesurent de 4,05 à 5,49 mm et les femelles de 4,95 à 6,30 mm.

## Étymologie
Cette espèce est nommée en l'honneur de Ying-qiu Tang.

## Publication originale
- Zhu, Zhang & Yang, 2006 : Discovery of the spider family Desidae (Araneae) in south China, with description of a new species of the genus Badumna Thorell, 1890. Zootaxa, no 1172, p. 43-48.